# Новосовхозний (Табунський район)
Новосовхо́зний (рос. Новосовхозный) — селище у складі Табунського району Алтайського краю, Росія. Входить до складу Табунської сільської ради.

## Населення
Населення — 3 особи (2010; 2 у 2002).
Національний склад (станом на 2002 рік):
- росіяни — 100 %